# Taraxippos
Dans la mythologie grecque, Taraxippos ou Taraxippus (du grec taraxis, « confusion » et hippos, « cheval ») est un fantôme qui terrifiait les chevaux lors des courses hippiques provoquant souvent des accidents. Les chevaux, lorsqu'ils le voyaient devenaient peureux et effrayés. Le mythe a plusieurs origines.

## Taraxippos d'Olympie

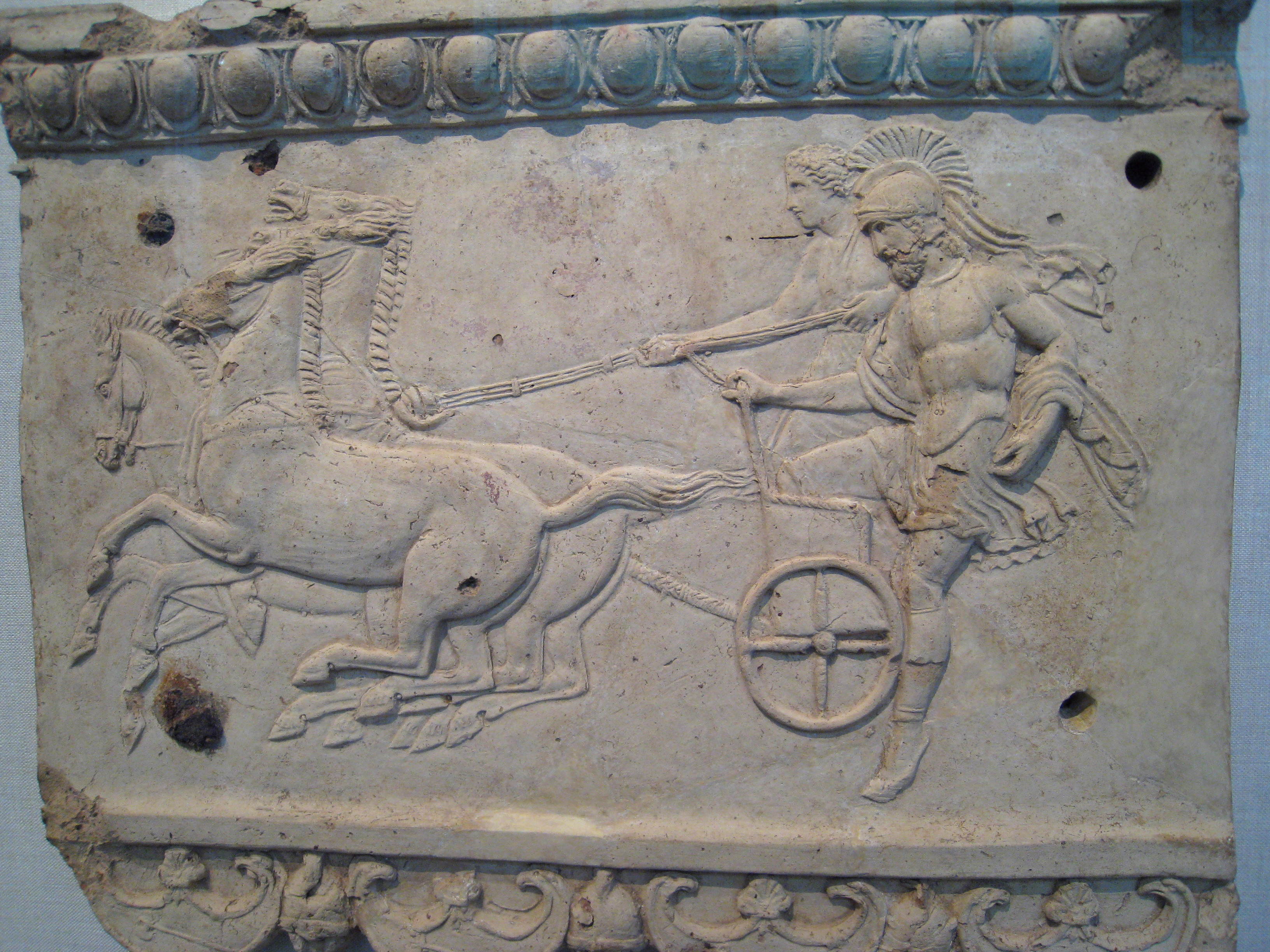
Course de chars avec Œnomaos et Myrtilos, bas relief, Metropolitan Museum of Art (New York)

Il serait le fantôme de Myrtilos, fils d'Hermès et cocher d’Œnomaos. Pélops le corrompit et Myrtilos sabota le char de son maître pour lui faire perdre une course. Après sa victoire, Pélops le tua plutôt que de lui accorder la récompense promise. Puis, pris de remords,  Pélops décida d'ériger un autel au nom de Myrtylos dans l'hippodrome d'Olympie. Avant chaque course on y faisait des offrandes et les conducteurs de chars lui adressaient des prières.
D'autres origines sont évoquées par Pausanias[Où ?] : Olénios, qui a donné le nom aux « pierres olénianes » ou encore Daméon, fils de Philios, qui partit en expédition avec Héraclès contre Augias, où il fut tué par Ctéatos. Son corps ainsi que son cheval furent inhumés dans la même tombe. On parle également d'un certain Alcathoos, tué par Œnomaos parce qu'il courtisait Hippodamie et perdit la course.

## Taraxippos de Corinthe
Il y a également un autre Taraxippos à Isthmios (Corinthe), nommé Glaucos, fils de Sisyphe. On dit qu'il fut tué par ses propres chevaux quand il affronta Ascatos en l'honneur de son père (d'après Voyages en Grèce de Pausanias).

## Taraxippos de Némée
Pausanias parle également d'un autre Taraxippos de Némée qui effraie les chevaux dans le virage, moins effrayant.